# 默伦贝克 (梅克伦堡湖区县)
默伦贝克（德語：Möllenbeck）是德国梅克伦堡-前波美拉尼亚州的市镇，隶属于梅克伦堡湖区县。总面积为36.20平方千米，截至2023年12月31日总人口为745人。